# Matt Cimber
Matt Cimber (Thomas Vitale Ottaviano; 12 de enero de 1936) es un cineasta y guionista estadounidense, conocido por haber dirigido películas de género como The Candy Tangerine Man, The Witch Who Came from the Sea y Hundra, además de la controvertida película de 1982 Butterfly. Al inicio de su carrera usó varios seudónimos. Cimber fue el último esposo de la actriz Jayne Mansfield y la dirigió en el escenario y en la película de 1968 Single Room Furnished.

## Filmografía

### Créditos en cine y televisión
| Año     | Título                                             | Director | Productor | Guionista | Observaciones         |
| ------- | -------------------------------------------------- | -------- | --------- | --------- | --------------------- |
| 1968    | Single Room Furnished                              | Sí       |           | Sí        | Como Matteo Ottaviano |
| 1969    | Man & Wife: An Educational Film for Married Adults | Sí       |           |           | Como Gary Harper      |
| 1970    | Africanus Sexualis                                 | Sí       | Sí        |           | Como Gary Harper      |
| 1970    | He & She                                           | Sí       |           |           | Como Gary Harper      |
| 1970    | The Sexually Liberated Female                      | Sí       | Sí        | Sí        | Como Gary Harper      |
| 1971    | Sex and Astrology                                  | Sí       | Sí        |           | Como Rinehart Segway  |
| 1971    | Calliope                                           | Sí       | Sí        |           | Como Gary Harper      |
| 1974    | The Black Six                                      | Sí       | Sí        | Sí        |                       |
| 1975    | That Girl from Boston                              | Sí       | Sí        |           |                       |
| 1975    | Gemini Affair                                      | Sí       | Sí        |           |                       |
| 1975    | Lady Cocoa                                         | Sí       | Sí        |           |                       |
| 1975    | Alias Big Cherry                                   | Sí       | Sí        |           |                       |
| 1975    | The Candy Tangerine Man                            | Sí       | Sí        |           |                       |
| 1976    | The Witch Who Came from the Sea                    | Sí       | Sí        |           |                       |
| 1979    | Do It In the Dirt                                  |          | Sí        |           |                       |
| 1982    | Butterfly                                          | Sí       | Sí        | Sí        |                       |
| 1982    | Fake-Out                                           | Sí       | Sí        | Sí        |                       |
| 1982    | A Time to Die                                      | Sí       |           | Sí        |                       |
| 1983    | Hundra                                             | Sí       |           | Sí        |                       |
| 1984    | Yellow Hair and the Fortress of Gold               | Sí       |           | Sí        |                       |
| 1986-89 | Gorgeous Ladies of Wrestling                       | Sí       | Sí        |           | 108 episodios         |
| 2006    | Miriam                                             | Sí       | Sí        | Sí        |                       |
| 2008    | Peace for Profit                                   | Sí       |           |           | Documental            |